# Arnt Wöhrmann
Arnt Wöhrmann (* 1979) ist ein deutscher Wirtschaftswissenschaftler und seit 2016 Professor für Betriebswirtschaftslehre mit dem Schwerpunkt Managerial Accounting an der Justus-Liebig-Universität Gießen.

## Werdegang
Von 2001 bis 2006 studierte Wöhrmann zunächst Betriebswirtschaftslehre an der Westfälischen Wilhelms-Universität Münster und erwarb dort sein Diplom. Während seines Studiums absolvierte er zudem ein Auslandsstudium an der University of Illinois at Urbana-Champaign. Im Anschluss an das Studium folgte eine Tätigkeit als wissenschaftlicher Mitarbeiter am Lehrstuhl für Betriebswirtschaftslehre, insbesondere Controlling bei Wolfgang Berens an der Westfälischen Wilhelms-Universität Münster, im Jahr 2009 promovierte Wöhrmann ebenda.
Ebenfalls am Lehrstuhl von Wolfgang Berens übte er von 2009 bis 2016 eine Tätigkeit als Akademischer Rat am Lehrstuhl für Betriebswirtschaftslehre, insbesondere Controlling aus und habilitierte sich dort im Jahr 2014, womit er auch die Venia Legendi erwarb. Bereits im Jahr 2012 war Wöhrmann Visiting Scholar (fall term) am J. Mack Robinson College of Business, Georgia State University, Atlanta (USA).
Im Jahr 2015 übernahm er vertretungsweise die Professur BWL IV: Controlling und integrierte Rechnungslegung an der Justus-Liebig-Universität Gießen (Sommersemester), bevor er im Jahr 2016 auf die Professur für Betriebswirtschaftslehre mit dem Schwerpunkt Managerial Accounting an der Justus-Liebig-Universität Gießen berufen wurde.

## Publikationen

### Monographien
- Intangible Impairment – Qualitativer Impairment-Test für immaterielle Vermögenswerte, Gabler, Wiesbaden 2009

### Beiträge in referierten Zeitschriften (Auswahl)
- Tournament winner proportion and its effect on effort — An investigation of the underlying psychological mechanisms. European Accounting Review (im Erscheinen), mit: T. Knauer und F. Sommer
- Risk-Taking in Tournaments—An Experimental Analysis. Journal of Business Economics, mit: I. Schedlinsky und F. Sommer, in: Journal of Business Economics, 86. Jg. (2016), S. 837–866.
- Market Reaction to Goodwill Impairments, mit T. Knauer, in: European Accounting Review, Vol. 46 (2016). S. 421–449

### Beiträge in Fachzeitschriften (Auswahl)
- Controller gesucht! - Erwartungen von Unternehmen an Controller und ihre Ausbildung, mit W. Berens, T. Knauer und F. Sommer, in: Controlling & Management Review (CMR, vormals Zeitschrift für Controlling und Management, ZfCM), Sonderheft 1, 57. Jg. (2013), S. 8–16
- Gemeinsamkeiten deutscher Controlling Ansätze – Konzeption und empirische Analyse von Stellenanzeigen, mit W. Berens, T. Knauer und F. Sommer, in: Controlling, 25. Jg. (2013), S. 223–229
- Kostenmanagement in Krisenzeiten: Rentabilitätssteigerung durch Working Capital Management?, mit J. Gefken und T. Knauer, in: Zeitschrift für Controlling & Management (ZfCM), Sonderheft 3, 56. Jg. 2012, S. 83–88

### Herausgeberschaften und Beiträge in Sammelwerken (Auswahl)
- Bestimmung der Eigenkapitalkosten für die Bewertung von kleinen und mittleren Unternehmen, mit W. Berens und C. Rose, in: Feldbauer-Durstmüller/Janschek (Hrsg.): Jahrbuch für Controlling und Rechnungswesen 2015, Wien, S. 205–236
- Grundlagen des betriebswirtschaftlichen Rechnungswesens, Herausgeberschaft mit W. Berens, 9. Auflage, Münster 2012 (ca. 390 Seiten)
- Interne Revision und Controlling, mit W. Berens, in: Freidank/Peemöller (Hrsg.): Lehrbuch der Internen Revision, Berlin 2011, S. 591–615

### Sonstige Publikationen
- Karstadt Warenhaus GmbH: Do Department Stores have a Future?, mit R. Dresenkamp, J. Effenberger, M. Meinhövel, F. Sommer, C. Taprogge und M. V. Romero, Ivey Publishing (2015), Case Study (9B15M089) and Teaching Note (8B15M089), Richard Ivey School of Business Foundation, London, Kanada, 2015
- Controlling von Geschäftsprozessen: Prozessorientierte Unternehmenssteuerung umsetzen – Rezension, in: Zeitschrift für Betriebswirtschaft (Journal of Business Economics), 81. Jg. (2011), S. 901–903